# Левахане
Левахане (груз. ლევახანე) — село в Грузії.
За даними перепису населення 2014 року в селі проживає 104 особи.